# Sandro Theler
Sandro Theler (* 15. Dezember 2000 in Brig-Glis) ist ein Schweizer Fussballspieler, welcher für den FC Naters spielt.

## Karriere

### Verein
Theler begann seine Laufbahn beim FC Brig-Glis und beim FC Saxon Sports, bevor er 2014 in die Jugend des FC Sion wechselte. Am 6. Mai 2017 (27. Spieltag der Saison 2016/17) debütierte er beim 3:1 gegen den FC Tuggen für die zweite Mannschaft in der Promotion League, der dritthöchsten Schweizer Spielklasse, als er in der 90. Minute für Ambrosio Da Costa eingewechselt wurde. Bis Saisonende kam er zu insgesamt zwei Einsätzen für die Reserve der Sittener. In der folgenden Spielzeit 2017/18 spielte er einmal in der Promotion League und schoss dabei ein Tor. In der Saison 2018/19 absolvierte er 15 Drittligapartien. 2019/20 folgten 10 Spiele für die zweite Mannschaft. Zudem gab er am 28. Juni 2020 (26. Spieltag) sein Debüt in der Super League, der höchsten Schweizer Spielklasse, als er beim 0:2 gegen den FC Basel in der 50. Minute für Dimitri Cavaré eingewechselt wurde. Bis zum Ende der Spielzeit kam er zu fünf Partien in der Super League, wobei er ein Tor erzielte. In der Saison 2020/21 avancierte er zum Stammspieler der Profis und spielte bis zum Saisonende 25-mal in der ersten Schweizer Liga. Im Schweizer Cup absolvierte er zwei Partien; Sion schied im Achtelfinale gegen den Zweitligisten FC Aarau aus. Die Mannschaft beendete die Ligaspielzeit auf dem 9. Rang und qualifizierte sich somit für die Barrage gegen den FC Thun. Nach Hin- und Rückspiel gewann Sion mit insgesamt 6:4 und sicherte sich den Klassenerhalt. Theler kam in beiden Partien zum Einsatz. In der Saison 2021/22 wurde er bei 5 von 36 möglichen Ligaspielen der ersten Mannschaft sowie einem Pokalspiel eingesetzt. Dazu kamen 11 Einsätze in 30 möglichen Ligaspielen der zweiten Mannschaft in der Promotion League, der dritthöchsten Schweizer Liga, vornehmlich in der zweiten Hälfte der Saison.
Mitte Juni 2022 wurde eine Ausleihe für die nächste Saison zum Yverdon Sport FC vereinbart. Dieser spielte in der Challenge League, der zweithöchsten Schweizer Liga. Theler kam dort auf 13 von 36 möglichen Ligaspielen und zwei Pokalspiele.
In der Saison 2023/24 gehörte er wieder zum Kader des FC Sion, der in die Challenge League abgestiegen war. Theler kam lediglich auf 1 von 20 möglichen Ligaspielen. Dazu kamen zwei Pokalspiele sowie vier von 16 möglichen Spielen mit der zweiten Mannschaft in der 1. Liga Classic, der vierthöchsten Schweizer Liga. Am 1. Februar 2024 wechselte er zum den Rest der Saison zum FC Aarau. Dort bestritt er 6 von 17 möglichen Ligaspielen, das letzte Ende März 2024.
Nachdem er dann zunächst ohne Verein war, konnte er  Mitte September 2024 mit dem FC Naters in der 1. Liga Classic einen neuen Vertrag abschließen.

### Nationalmannschaft
Theler spielte insgesamt sechsmal bei Freundschaftsspielen für Schweizer Juniorennationalmannschaften, zuletzt in der U 17. Bei der A-Nationalmannschaft wurde er bis Sommer 2025 nicht berücksichtigt.